# Eski Gümüş

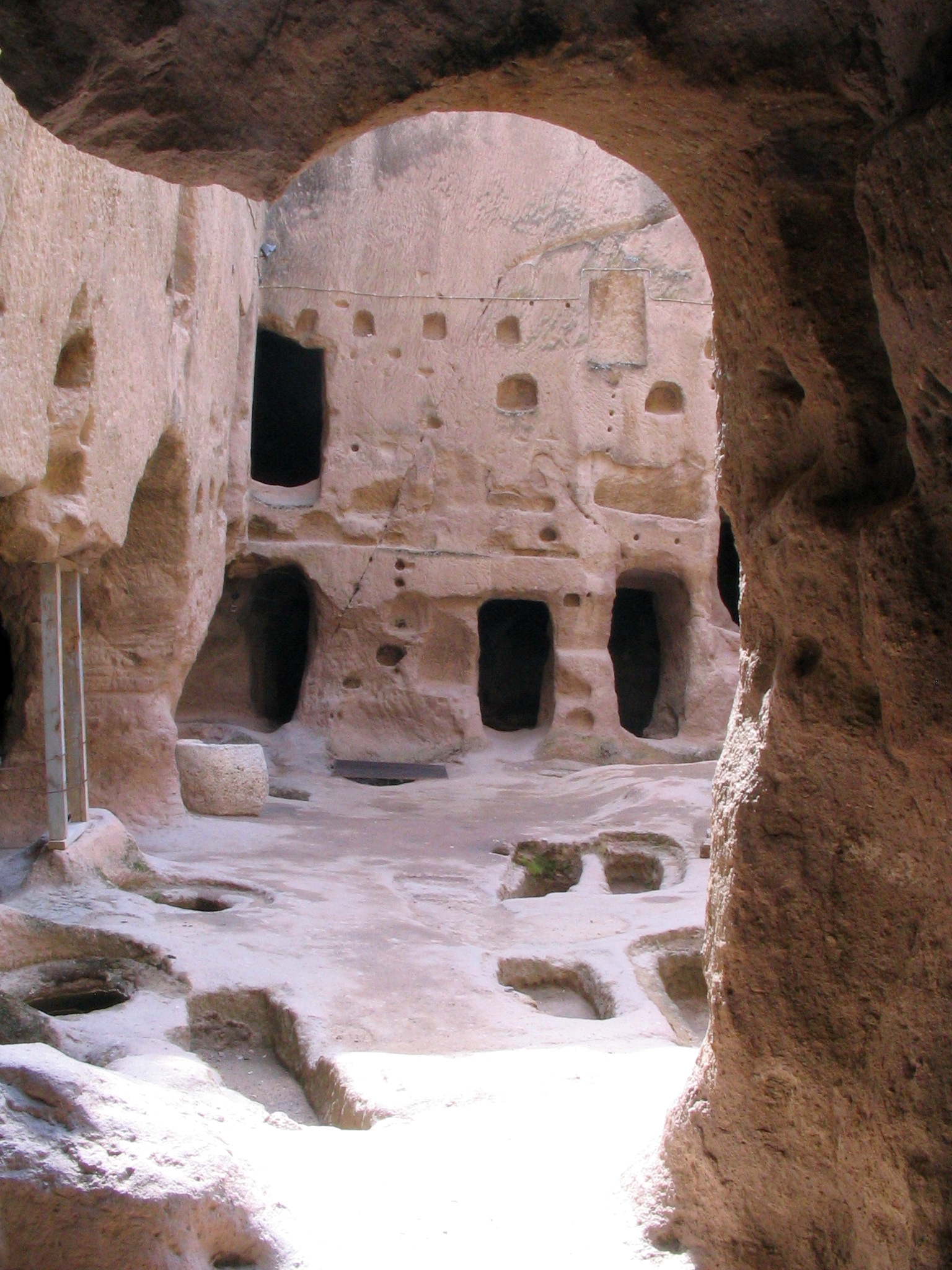
Eingang zum Innenhof von Eski Gümüş

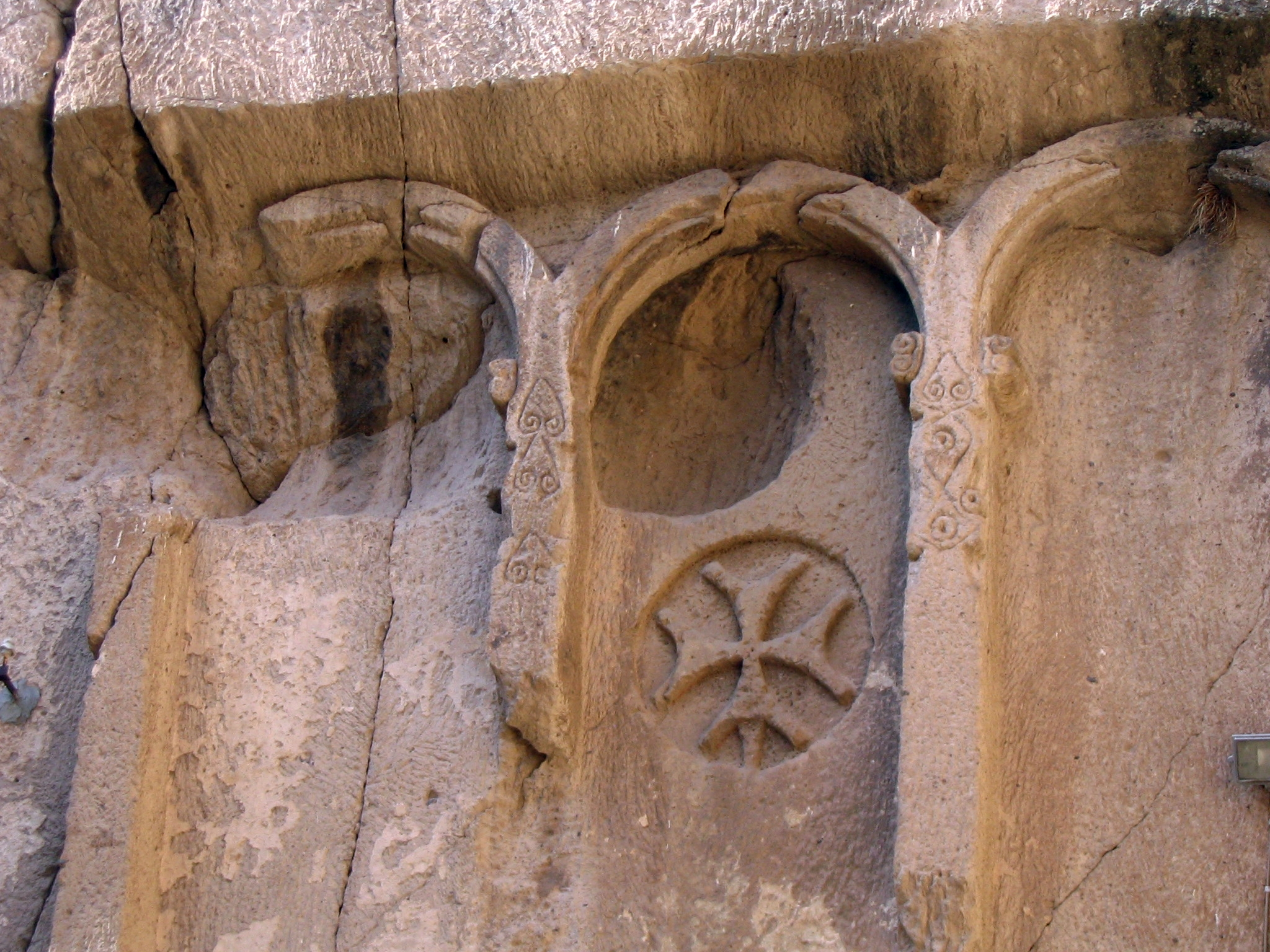
Fassade im Innenhof

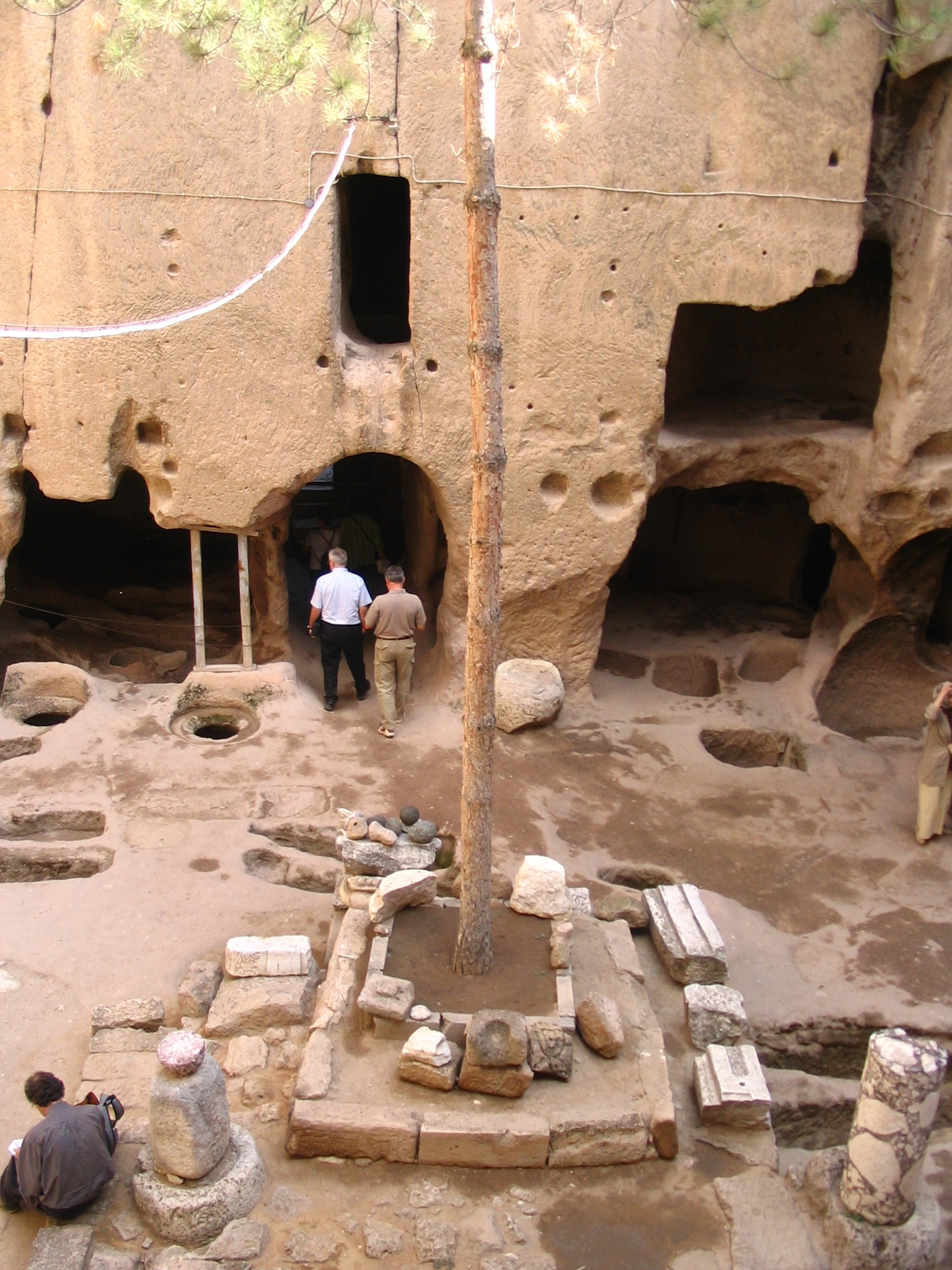
Innenhof von Norden

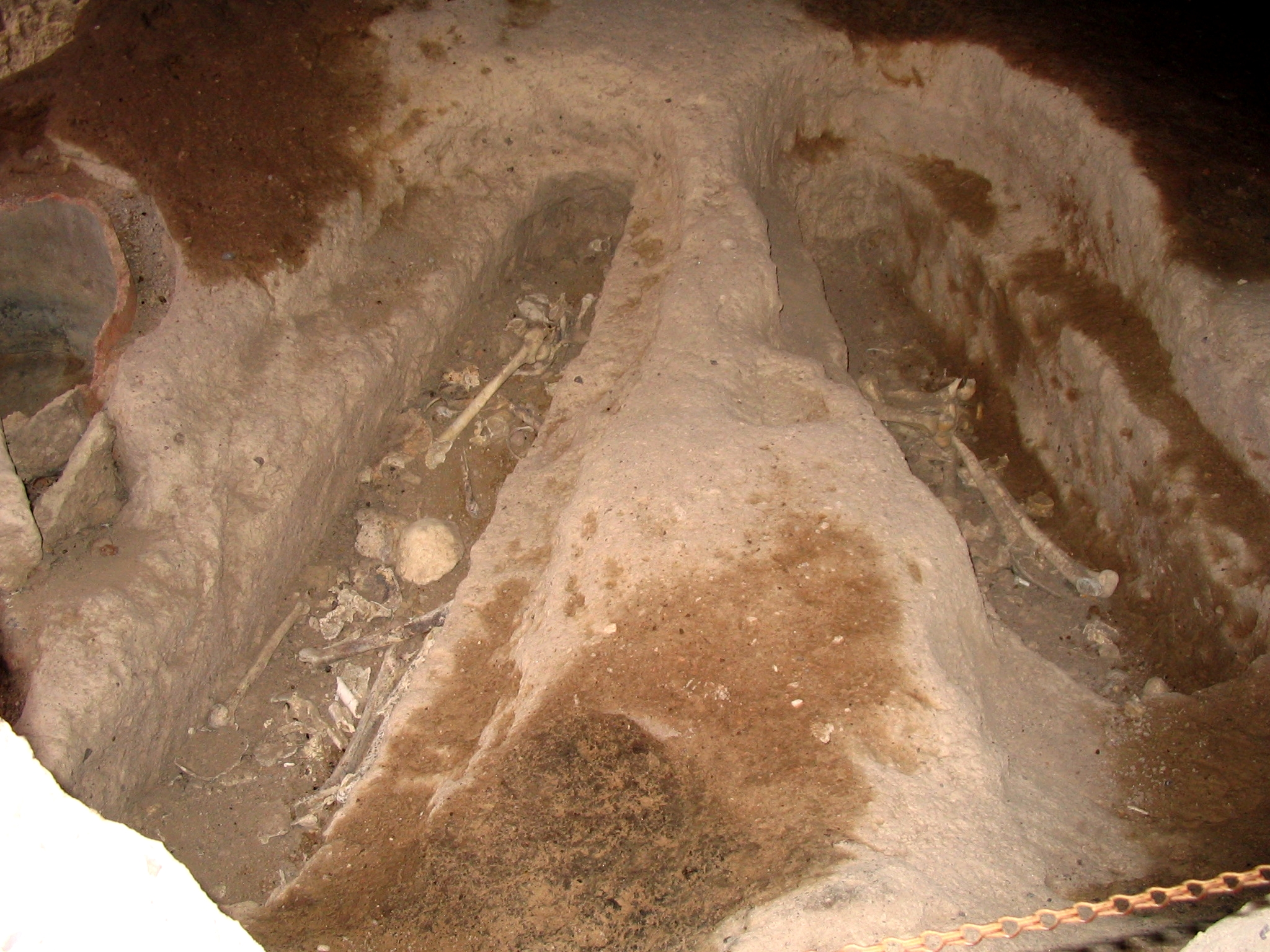
Grablegen mit Skeletten

Die Klosteranlage von Eski Gümüş (türkisch für Altes Silber) liegt beim Dorf Gümüşler in der türkischen Provinz Niğde, etwa zehn Kilometer östlich der Provinzhauptstadt Niğde.
Sie ist eine der am besten erhaltenen Anlagen in Kappadokien und liegt am südlichen Ende des kappadokischen Kernbereichs.
Koordinaten: 37° 59′ 54″ N, 34° 46′ 19,3″ O

## Anlage
Die Räume sind um einen nach oben offenen, etwa quadratischen Innenhof gruppiert, der wie ein Lichtschacht in die umgebenden Felsen geschnitten wurde. Der Hof hat im Süden einen Tunnel als Zugang, der künstlich angelegt ist und durch eine Öffnung im Scheitel gegen Angreifer verteidigt werden konnte. Die Fassaden im Hof sind durch Blendnischen und Lisenen gegliedert und mit Kreuzen verziert, am oberen Abschluss sind Balkenlöcher erkennbar. Sie lassen darauf schließen, dass zumindest eine teilweise Überdachung vorhanden war. Dafür sprechen auch Reste einer Pfeilerkonstruktion in der Hofmitte.
Im Hof befindet sich in der Südecke der Eingang zu einer unterirdischen Stadt mit zahlreichen Wohn- und Wirtschaftsräumen, deren Zugänge durch die im kappadokischen Raum üblichen mühlsteinartigen Rollsteine verschlossen werden konnten. Die Räumlichkeiten setzen sich nach oben in zwei oberirdischen Stockwerken an der Südwestseite fort. Auf der Nordostseite
befindet sich das Refektorium sowie eine Grabkapelle mit drei Apsiden, daran anschließend und im vorderen, südöstlichen Teil eine Reihe von Grablegen.

## Kirche
An der Nordwestseite des Hofs befindet sich die Klosterkirche. Links liegt der Eingang zum äußeren, rechts davon zum inneren Narthex, der mit Fresken von Maria mit dem Kinde zwischen den Erzengeln Michael und Gabriel geschmückt ist. Daran schließt sich die Kreuzkuppelkirche an, deren Halle durch vier Säulen gegliedert ist. Sie haben keine tragende Funktion, sondern dienen nur der Raumaufteilung und sind mit farbigen geometrischen und Blumenmustern verziert. Im Nordwesten folgt eine Nische mit zwei Sarkophagen. Die Fresken an der Nordwestseite zeigen die Verkündigung Mariä und die Geburt Christi. In der Hauptapsis im Nordosten sind in einem dreistufigen Fries Christus mit der Mutter Gottes, der Erzengel Gabriel, die vier Evangelisten, die Apostel und andere Kirchenväter dargestellt. Die Malereien werden ins elfte Jahrhundert datiert.

## Forschungsgeschichte
Die Klosteranlage von Eski Gümüş wurde in den Jahren 1962/3 von dem britischen Archäologen Michael Gough erforscht und beschrieben. In den 1970er Jahren wurden die Fresken einer Restaurierung unterzogen. Funde aus Eski Gümüş sind im Archäologischen Museum Niğde zu besichtigen, das auch an Ausgrabungen beteiligt war.